# Trolleboda (Ronneby kommun)
 For alternative betydninger, se Trolleboda. (Se også artikler, som begynder med Trolleboda)
Trolleboda er en bebyggelse i Ronneby kommun i Blekinge län i Sverige. Den har 62 (2015) indbyggere. I den nordlige del af bebyggelsen, sammen med den kystnære bebyggelse ved Sköneviken og Västra Dragsnäsviken op til Dragsnäs, afgrænser SCB fra 2015 en småort.
Trolleboda er også et fritidshusområde.